# Frau Faust
Frau Faust (jap. フラウ・ファウスト Furau Fausuto) – manga autorstwa Kore Yamazaki, publikowana na łamach magazynu „Itan” wydawnictwa Kōdansha od października 2014 do grudnia 2017.

## Fabuła
Marion, młody chłopak, spotyka Johannę Faust i prosi ją, by została jego nauczycielką, ponieważ jego zubożałej matki nie stać już na posyłanie go do szkoły. Po ich pierwszym spotkaniu podąża za nią w poszukiwaniu fragmentów Mefistofelesa, który został pocięty na kawałki przez Inkwizycję i zapieczętowany 100 lat temu. W międzyczasie Lorenzo i jego asystent Vico polują na Johannę, aby uniemożliwić jej wypełnienie zadania.

## Publikacja serii
Manga ukazywała się w magazynie „Itan” od 7 października 2014 do 7 grudnia 2017. Wydawnictwo Kōdansha zebrało jej rozdziały w 5 tankōbonach, wydawanych od 7 kwietnia 2015 do 7 marca 2018.
W Polsce prawa do dystrybucji serii nabyło wydawnictwo Waneko.
| Nr | Język japoński   | Język japoński         | Język polski     | Język polski           |
| Nr | Data wydania     | ISBN                   | Data wydania     | ISBN                   |
| -- | ---------------- | ---------------------- | ---------------- | ---------------------- |
| 1  | 7 kwietnia 2015  | ISBN 978-4-06-380755-4 | 19 grudnia 2024  | ISBN 978-83-8242-941-1 |
| 2  | 6 listopada 2015 | ISBN 978-4-06-380814-8 | 27 lutego 2025   | ISBN 978-83-8242-942-8 |
| 3  | 7 lipca 2016     | ISBN 978-4-06-380863-6 | 29 kwietnia 2025 | ISBN 978-83-8242-943-5 |
| 4  | 7 czerwca 2017   | ISBN 978-4-06-380927-5 | 26 czerwca 2025  | ISBN 978-83-8242-944-2 |
| 5  | 7 marca 2018     | ISBN 978-4-06-511006-5 | 28 sierpnia 2025 |                        |

## Odbiór
W 2020 roku manga była jednym z tytułów, które znalazły się na liście „10 najlepszych powieści graficznych dla nastolatków” Stowarzyszenia Bibliotek Amerykańskich.